# Stochov
Stochov — miasto w Czechach, w kraju środkowoczeskim.
Według danych z 31 grudnia 2003 powierzchnia miasta wynosiła 948 ha, a liczba jego mieszkańców 5 538 osób.

## Demografia
| Rok             | 1970  | 1980  | 1991  | 2001  | 2003  |
| --------------- | ----- | ----- | ----- | ----- | ----- |
| Liczba ludności | 6 561 | 6 131 | 5 425 | 5 397 | 5 538 |

Źródło: Czeski Urząd Statystyczny

## Miasta partnerskie
- Saarwellingen